# Yakobi Island
Yakobi Island (o Jakobi) fa parte dell'arcipelago Alessandro, nell'Alaska sud-orientale (Stati Uniti d'America). Amministrativamente appartiene alla Census Area di Hoonah-Angoon dell'Unorganized Borough. Secondo l'ultimo censimento del 2000 l'isola non ha una popolazione residente. L'isola si trova all'interno della Tongass National Forest e buona parte di essa fa parte del West Chichagof-Yakobi Wilderness.

## Geografia
Yakobi si trova a ovest di Chichagof Island, da cui la dividono il Lisianski Inlet e il Lisianski Strait. A nord si affaccia sulle acque del Cross Sound, mentre a ovest dà direttamente sull'oceano Pacifico. La superficie totale dell'isola è di 212,4 km², l'altezza massima è di 869 m.

## Storia
Nel 1804 il capitano Jurij Fëdorovič Lisjanskij della Marina imperiale russa la intitolò in onore di Ivan Jakobi (Иван Варфоломеевич Якоби) governatore generale di Irkutsk.
Il nome Tlingit dell'isola è Takhanes.